# José Manuel López
José Manuel López (Lleó (Castella i Lleó), 1971) és un fotoperiodsta i corresponsal de guerra que ha guanyat diversos guardons.
Estudià fotografia a l'Escola d'Arts d'Oviedo. Va començar a treballar com a fotògraf en un diari local de Lleó, La Crónica de León, on va estar durant 11 anys, fins al 2009.
Després va decidir dedicar-se a fer reportatges humans i seguir els conflictes internacionals com a fotoperiodista freelance. Aquesta feina l'ha portat a Afganistan, Iraq, Congo, Líban, Palestina, Kosovo, Guatemala, Ucraina, Síria, Sudán del Sur, Haití, Guatemala, Veneçuela o Somàlia, entre d'altres. Col·laborador habitual de l'Agència France Presse (AFP), ha publicat fotos al The New York Times, The Guardian, Le Monde, El País o Der Sipiegel i ha fet diverses exposicions.
Ha rebut diversos guardons. El 2015 ha rebut el premi Marco Luchetta de fotografia i la medalla d'or del premi Px3 Prix de París. En anys anteriors ha rebut el International Photography Awards i l'UNICEF Photo of the Year Award.
Va estar segrestat a Síria juntament amb els també corresponsals de guerra Ángel Sastre i Antonio Pampliega des del 13 de juliol de 2015 fins al 7 de maig de 2016.